# 輪王寺 (仙台市)
輪王寺（りんのうじ）は、宮城県仙台市青葉区に所在する曹洞宗の寺院。山号は金剛寳山。

## 沿革
伊達氏11代伊達持宗によって嘉吉元年（1441年）、伊達郡梁川（福島県伊達市）に創建され、その後、伊達氏に従い、西山、米沢、会津、岩出山と移転し、江戸時代に入り、伊達政宗による仙台開府後の慶長７年（1602年）、現在地に移る。毎週土曜日の夕方に行われる定例坐禅会の他、12月初めには、朝夕の接心坐禅会が行われ、一般希望者も参加できる。
輪王寺は、伊達家第九世大膳大夫政宗夫人、蘭庭明玉禅尼の所願により、第十一世、大膳大夫持宗により嘉吉元年（1441）太菴梵守和尚を開山として、奥州伊達郡梁川に創建。政宗夫人は、三代将軍足利義満の生母の妹に当たるため、六代将軍義教が後花園天皇に奏請して、宸筆の額「金剛寳山輪王禅寺」を賜った。その後、伊達家の居城の遷移に従い転々とし、慶長七（1602）年には仙台の現在の地に至り、伊達家の擁護のもと、奥州における曹洞宗の一大叢林として、三百余年間「海東禅窟」の名をほしいままにした。
明治維新後、輪王寺は伊達家の外護を失い、さらに明治九年（1876）北山に発した野火のため、仁王門を残し七堂伽藍を全焼再興の策なく荒廃のまま二十数年が経った。
曹洞宗大本山、永平寺と總持寺は、輪王寺の衰微を惜しみ、明治三十六年（1903）、福定無外和尚を輪王寺住職に特選し、復興を図った。無外和尚は辛苦十余年、寝食を忘れて再建に努力し、大正四年（1915）、現在の本堂と庫裡を完成。無外和尚は庭園の建設にも意を注ぎ、晩年にはほぼ現在の規模を備えた庭園が出来上がった。無外和尚以来の伽藍の復興と庭園の整備は、次の五峰和尚に受け継がれ、梵鐘、位牌堂、坐禅堂、開山堂が次々と完成し、七堂伽藍の全てが整い、庭園には茶室「半杓庵」が建設され、東北有数の名園となった。さらに昭和五十六年（1981）道閑和尚の時代に開山五百回大遠忌を記念して三重塔が建立され、昔日の偉容を回復するに至った。その後、平成十六年（2004）、輪王寺の地下を通る都市計画道路工事に伴い、輪王寺参道の杉並木が全て伐採されたが、新たな参道に、土地本来の森をつくろうと考えた現在の住職は、多くのボランティアの協力のもと植樹を行い、現在の参道が完成した。参道を含む境内には、三万本以上の植樹が行われ、今では輪王寺を取り囲むように土地本来の森が育まれている。
輪王寺の同名寺院は複数ある。金輪王寺の略。仏教で理想の政治を行う王を転輪聖王と言い、その一種を金輪王と言う。南北朝時代、後醍醐天皇が吉野に拠点を置いた時、金峯山寺子院の実城寺を行宮とし、金輪王寺と改称した。のち徳川家康は、この名を取り上げ、上野寛永寺と日光満願寺を兼任する天台宗門跡の名称輪王寺宮として用いた。両寺が輪王寺を寺名として使い始めるのは、明治以降のこととされる。仙台・輪王寺は宮城県仙台市青葉区にある、仙台藩伊達家ゆかりの曹洞宗寺院である。